# Mitch Hewer
Mitchell Scott Hewer (født 1. juli 1989) er en engelsk skuespiller, bedst kendt for sin rolle som Max "Maxxie" Oliver i tv-serien Skins. hvor han spiller en homosexuel dreng som går til dans.